# Procambarus alleni
Espèce
Statut de conservation UICN

 LC  : Préoccupation mineure
Procambarus alleni, l'écrevisse bleue ou écrevisse bleue de Floride, est une espèce de crustacés de la famille des Cambaridae.